# 이켠
이켠(본명:양상모, 1982년 2월 20일 ~ )은 대한민국의 배우이자 가수이다.
일산동고등학교, 수원대학교 연극영화과를 나왔고, 연예인으로서는 배우가 아닌 가수로 데뷔했다. 이켠은 가수 UP의 멤버로 활동하다가 해체 후에는 배우로 전향했다. 이켠이란 이름은 '이 어두운 세상을 밝게 켠다'란 뜻으로 UP멤버들이 지어줬다. UP라는 가수 자체는 원래 인기가 있었으나 이켠이 영입되는 시기에는 이미 침체기에 빠진 상태였고 결국 얼마 못 가 해체되었기 때문에 가수로서의 이켠은 알려진 것이 많지 않다. 배우로 전향한 직후 MBC TV 시트콤 《안녕, 프란체스카》의 좀 바보 같아도 귀여운 막내동생 역으로 출연하여 자신만의 고유한 캐릭터를 탄생시켰다.

## 학력
- 장훈고등학교 (전학)
- 일산동고등학교 (졸업)
- 수원대학교 연극영화학과 졸업

## 음반
- 3집 《밝은세상》 (1997년)
  1. 〈밝은세상〉
  2. 〈SANTA의 기적〉
  3. 〈친구의 고백〉
  4. 〈winter〉
  5. 〈반성〉
  6. 〈올 겨울엔〉
  7. 〈사랑해요〉
  8. 〈SF〉

- 4집 《形》(1998년)
  1. 〈그때 그 시절〉
  2. 〈정글의 법칙〉
  3. 〈하이킹〉
  4. 〈무인도 이야기〉
  5. 〈only you〉
  6. 〈얌체〉
  7. 〈부탁해요〉
  8. 〈다시 생각해(you!)〉
  9. 〈산타의 기적〉(3집 수록곡 〈SANTA의 기적〉과 같은 곡)
  10. 〈그때 그 시절〉(반주곡)

- 베스트 《UP BEST+1》 (1999년)
  1. 〈예감〉(신곡)
  2. 〈1024(10월24일)〉(1집)
  3. 〈뿌요뿌요〉(2집)
  4. 〈밝은 세상〉(3집)
  5. 〈아프리카〉(1집, 2집)
  6. 〈바다〉(2집)
  7. 〈반성〉(3집)
  8. 〈미야〉(2집)
  9. 〈올 겨울엔〉(3집)
  10. 〈시작없는 이별〉(1집)
  11. 〈하늘에서〉(1집)
  12. 〈영원한 이별〉(2집)

## 출연 작품

### 드라마
- 2014년 : tvN 《삼총사》 - 판쇠 역
- 2013년 : tvN 《환상거탑》 - 승관 역
- 2011년 : KBS2 《스파이 명월》 - 이대강 역
- 2010년 : SBS 《인생은 아름다워》 - 정동건 역
- 2010년 : SBS 《별을 따다줘》 - 우태규 역
- 2009년 : KBS2 《아내와 여자》 - 최근삼 역
- 2006년 : SBS 《연개소문》 - 청년 김흠순 역
- 2006년 : MBC 《MBC 베스트극장 - 새는》 - 윤호철 역
- 2005년 : MBC 《안녕, 프란체스카》 - 켠 역
- 2004년 : KBS2 《형》 - 이우진 역
- 2003년 : SBS 《압구정 종갓집》 - 재수생 막내 아들 역

### 영화
- 2006년 《생날선생》 - 진환희 역
- 2006년 《다세포 소녀》 - 외눈박이 역
- 2009년 《꼭 껴안고 눈물 핑》 - 찬영 역

### 예능
- 2004년 : KBS 《가족오락관》 게스트 (1024회 크리스마스 특집)
- 2005년 : MBC 《무(모)한 도전》 멤버 (14 ~ 25회)
- 2011년 MBC 에브리원 데스캠프 24시
- 2025년 KBS 2TV 《오래된 만남 추구》

### CF
- 2001년 농심 너구리
- 2002년 KTF 비기
- 2003년 베스킨라빈스
- 2003년 해태제과 자유시간
- 2003년 네이버 지식검색
- 2003년 오리온 스윙칩
- 2004년 현대카드
- 2005년 SK텔레콤 네이트
- 2005년 오리온 포카칩